# 金光洙 (化学者)
金 光洙（キム・グァンス、김광수、Kwang Soo Kim）は韓国の蔚山科学技術院（UNIST）の化学教授、物理学非常勤教授、超機能材料センター（CSM）所長。ソウル大学校で応用化学の学士号と修士号を取得（1971年、1973年）、韓国科学技術院（KAIST）で物理学の修士号を取得（1975年）。博士号はカリフォルニア大学バークレー校で取得（1982年）。研究分野は理論化学と計算化学とナノ科学。

## 受賞歴
- マリケン・レクチャー、ジョージア大学、米国（2011年）
- 韓国国民栄誉科学者（2010年）[2]
- 韓国プレミアム科学技術賞（2010年）
- アジア太平洋理論計算化学協会(APATCC)より福井メダル(2010)[3]

- 国際量子分子科学アカデミー（IAQMS）：会員に選出（2009年）[4]
- 浦項工科大学校 フェロー（2009-2014）

## 参考資料
1. ↑  “CSM - Center for Superfunctional Materials”.   Csm.unist.ac.kr. 2015年11月8日閲覧。
2. ↑  “김빛내리씨 등 5명 ‘국가과학자’ 선정” (朝鮮語). www.hani.co.kr (2010年4月28日). 2023年7月28日閲覧。
3. ↑  “AWARDS”. www.apatcc.org. 2023年7月28日閲覧。
4. ↑  “International Academy of Quantum Molecular Science”. www.iaqms.org. 2023年7月28日閲覧。